# Lauren Kennedy
Lauren Kennedy (Raleigh, 3 settembre 1973) è un'attrice teatrale statunitense, nota soprattutto come interprete di musical a Broadway.

## Biografia
Ha fatto il suo debutto sulle scene all'età di vent'anni quando è stata scelta per interpretare Eva Peron nel musical di Andrew Lloyd Webber Evita in scena al North Carolina Theatre. L'anno successivo fece il suo debutto a Broadway nel musical Sunset Boulevard, in cui recitava accanto a Glenn Close, George Hearn e il futuro marito Alan Campbell. Nel 1995 recitò nel musical Nine a Millburn, a cui seguì il ritorno a Broadway nel musical Side Show nel 1997. Nel 2001 recitò nella prima del musical The Last Five Years a Chicago e nello stesso anno fece il suo debutto sulle scene londinesi in South Pacific in scena al National Theatre.
Tra il 2002 e il 2003 interpretò Fantine nel musical Les Misérables a Broadway, un ruolo che le diede modo di cantare la celebre "I Dreamed a Dream". Nel 2006 ha recitato per l'ultima volta a Broadway nel musical Spamalot, in cui rimpiazzò Sara Ramírez nel ruolo della dama del lago. Ha interpretato ruoli da protagonista in diversi allestimenti di alto profilo, tra cui La bella e la bestia (Raleigh, 2005), Annie Get Your Gun (North Carolina Theatre, 2008), 1776 (Paper Mill Playhouse, 2009), Evita (Casa Manana, 2011), Into the Woods (Westport, 2012), Agosto, foto di famiglia (Raleigh, 2012), Parade (Raleigh, 2014), Next to Normal (Raleigh, 2015), The Mystery of Edwin Drood (Raleigh, 2016) e Mamma Mia! (Raleigh, 2019).
Dal 1999 al 2013 è stata sposata con l'attore Alan Campbell, da cui avuto la figlia Riley Rose Campbell. Dal 2016 è sposata con Charlie Brady.